# Étienne (pape éphémère)
 (février 2012).
Si vous disposez d'ouvrages ou d'articles de référence ou si vous connaissez des sites web de qualité traitant du thème abordé ici, merci de compléter l'article en donnant les références utiles à sa vérifiabilité et en les liant à la section « Notes et références ».
Pour les articles homonymes, voir Étienne.
Étienne, prêtre âgé du clergé romain élu évêque de Rome en mars 752 pour succéder à Zacharie, mourut d'apoplexie trois jours plus tard, avant d'avoir pu être consacré évêque de Rome. Aussi son nom n'est pas repris dans la liste pontificale du Liber pontificalis. 

## Historique
À cette époque, le pape était élu par les prêtres, diacres et le peuple de Rome mais il n'arrivait jamais qu'un homme déjà évêque d'un autre diocèse soit élu pape. Le pape étant par définition évêque de Rome, il n'était considéré légitime qu'au jour de sa consécration. Étienne ne fut donc pas considéré comme un souverain pontife légitime et oublié de la liste des papes. Son successeur immédiat, prénommé également Étienne, est en principe appelé Étienne II puisque le nom d'Étienne avait déjà été porté par Étienne Ier (242–257).

## Problème de numérotation
De 752 à 942, sept papes du même nom régnèrent. Ils ne portaient pas de numéro de leur vivant, la coutume de numéroter les papes étant postérieure, mais ils ont été considérés rétroactivement comme Étienne II jusqu'à Étienne VIII. Lorsqu'un nouvel Étienne a été élu en 1057, après l'adoption de la numérotation, il s'est appelé tout naturellement Étienne IX.
À partir approximativement du début du XIIIe siècle, on commença à considérer de facto que l'élection primait sur le couronnement et qu'un pape élu non couronné était pape dès son élection, d'autant qu'à cette époque, pratiquement tous les papes étaient déjà évêques au moment de leur élection. Suivant cette nouvelle règle, quand Célestin IV (1241) ou Urbain VII (1590) moururent sitôt élus avant d'avoir été couronnés, nul ne songea à les effacer des listes. Le cas le plus extrême est celui d'Adrien V, simple diacre élu pape en 1276, qui mourut un mois plus tard avant même d'avoir été ordonné prêtre puis évêque : il a pourtant toujours été considéré comme un pape légitime sur toutes les listes.
Au XVIe siècle, à l'époque du concile de Trente et de la Contre-Réforme catholique, la suprématie du pouvoir de l'Église et de son dirigeant furent renforcés. Le rôle du pape évolua un peu plus de celui de prêtre à celui de souverain de droit divin. Selon ce point de vue, le pape ne devait son élection qu'à l'intervention du Saint-Esprit : il était donc pape dès l'élection. On prit alors l'habitude de considérer le prêtre Étienne comme un pape légitime. Il fallait donc l'appeler Étienne II et les Étienne suivants furent renumérotés d'Étienne III à Étienne X, bien que ce dernier se fût appelé Étienne IX de son vivant.
Sous le pontificat de Jean XXIII, peu avant le concile Vatican II qui allait modifier les rapports de l'Église au monde dans un tout autre sens, notre Étienne a de nouveau été radié des listes, lesquelles numérotent maintenant les Étienne suivants de II à IX, comme au XIIe siècle. La liste de l'Annuario pontificio qui est considérée comme la « liste autorisée » des papes (il n'y a jamais eu de vraie liste officielle) a été modifiée dans ce sens à partir de son édition de 1961. Dans les listes officieuses, on peut encore trouver les deux numérotations, un certain flou règne, quoique la numérotation de II à IX soit maintenant de loin la plus répandue. Certaines listes[Lesquelles ?] donnent d'ailleurs à chaque Étienne deux numéros, le second entre parenthèses, par exemple : Étienne IX (X) ou Étienne X (XI). Les papes Célestin IV, Adrien V et Urbain VII n'ont en revanche jamais été rayés de la liste puisqu'il est admis qu'à leur époque, on était pape dès l'élection.
La légitimité d'Étienne en tant que pape est une question très mineure qui n'a aucune importance théologique ni aucune implication historique : Étienne est mort avant d'avoir pu prendre la moindre décision. Le reconnaître ou non comme pape n'a d'importance que pour la bonne tenue et la clarté des listes de papes. Dans l'hypothèse où un prochain pape choisirait Étienne pour nom de règne, il s'appellerait sans doute Étienne X, à moins qu'il choisisse d'être Étienne XI, mais c'est peut-être pour cette raison qu'aucun pape ne s'est plus autorisé à choisir ce nom depuis le XIe siècle.